# Лефкотопос
Лефкотопос (грч. Λευκότοπος) је насељено место у општини Висалтија у периферији Средишња Македонија, Грчка. Према попису из 2021. године било је 230 становника.
Лефкотопос је био турско читлучко насеље које је настрадало за време Балканских ратова а обновљено је после исушења Тахинског језера. Насељене су претежно грчке избегличке породице. Први пут се помиње на попису из 1940. године са 282 становника. Село се раније звало Кавак Махала.